# Silent Night
Silent Night és una pel·lícula de thriller d'acció nord-americana del 2023 dirigida per John Woo, la seva primera pel·lícula a Hollywood des de Paycheck (2003); és protagonitzada per Joel Kinnaman, Scott Mescudi, Harold Torres i Catalina Sandino Moreno. Kinnaman interpreta Brian Godluck, el fill petit del qual és assassinat per membres d'una banda local en un tiroteig en cotxe la vigília de Nadal. L'intent d'en Brian de perseguir els culpables surt malament quan un membre de la banda li dispara a la gola i el dona per mort. Tot i que ha perdut la capacitat de parlar, Brian es proposa venjar-se dels assassins del seu fill.
Silent Night presentava molt pocs diàlegs. El rodatge va tenir lloc a Ciutat de Mèxic d'abril a maig de 2022. Va ser estrenat per Lionsgate als Estats Units l'1 de desembre de 2023, amb una recaptació de gairebé 11 milions de dòlars. Va rebre crítiques generalment diverses de la crítica. Ha estat subtitulada al català.

## Sinopsi
És la nit de Nadal i un pare és testimoni de la mort del seu fill quan queda atrapat en un foc creuat entre bandes. Trencat de dolor, i sense veu a causa d'una ferida profunda que afecta les seves cordes vocals, es sotmetrà a un entrenament estricte per venjar la seva mort.

## Repartiment
- Joel Kinnaman com a Brian Godlock
- Scott Mescudi com el detectiu Dennis Vassel
- Harold Torres com a Playa
- Catalina Sandino Moreno com a Saya
- Yoko Hamamura com a Ruiz
- Valeria Santaella com a Venus